# Gavin Hassett
Gavin Hassett, född den 13 juli 1973 i Saint John, New Brunswick, är en kanadensisk roddare.
Han tog OS-silver i lättvikts-fyra utan styrman i samband med de olympiska roddtävlingarna 1996 i Atlanta.